# Thái Hòa, Bình Giang
Thái Hoà là một xã thuộc huyện Bình Giang, tỉnh Hải Dương, Việt Nam.

## Địa lý
Xã Thái Hòa có vị trí địa lý:
- Phía bắc giáp xã Tân Hồng và xã Bình Minh
- Phía đông giáp xã Bình Xuyên và xã Nhân Quyền
- Phía nam giáp xã Ngô Quyền, huyện Thanh Miện
- Phía tây giáp xã Thái Dương.

## Hành chính
Xã Thái Hòa được chia thành 6 thôn: An Đông, Nhữ Thị, Cao Xá, Trâm Mòi, Trâm Giữa, Trâm Phúc.

## Văn hoá
Vào các dịp lễ, tết thường tổ chức các trò chơi truyền thống như chọi gà, cờ người...